# Trois-Rivières

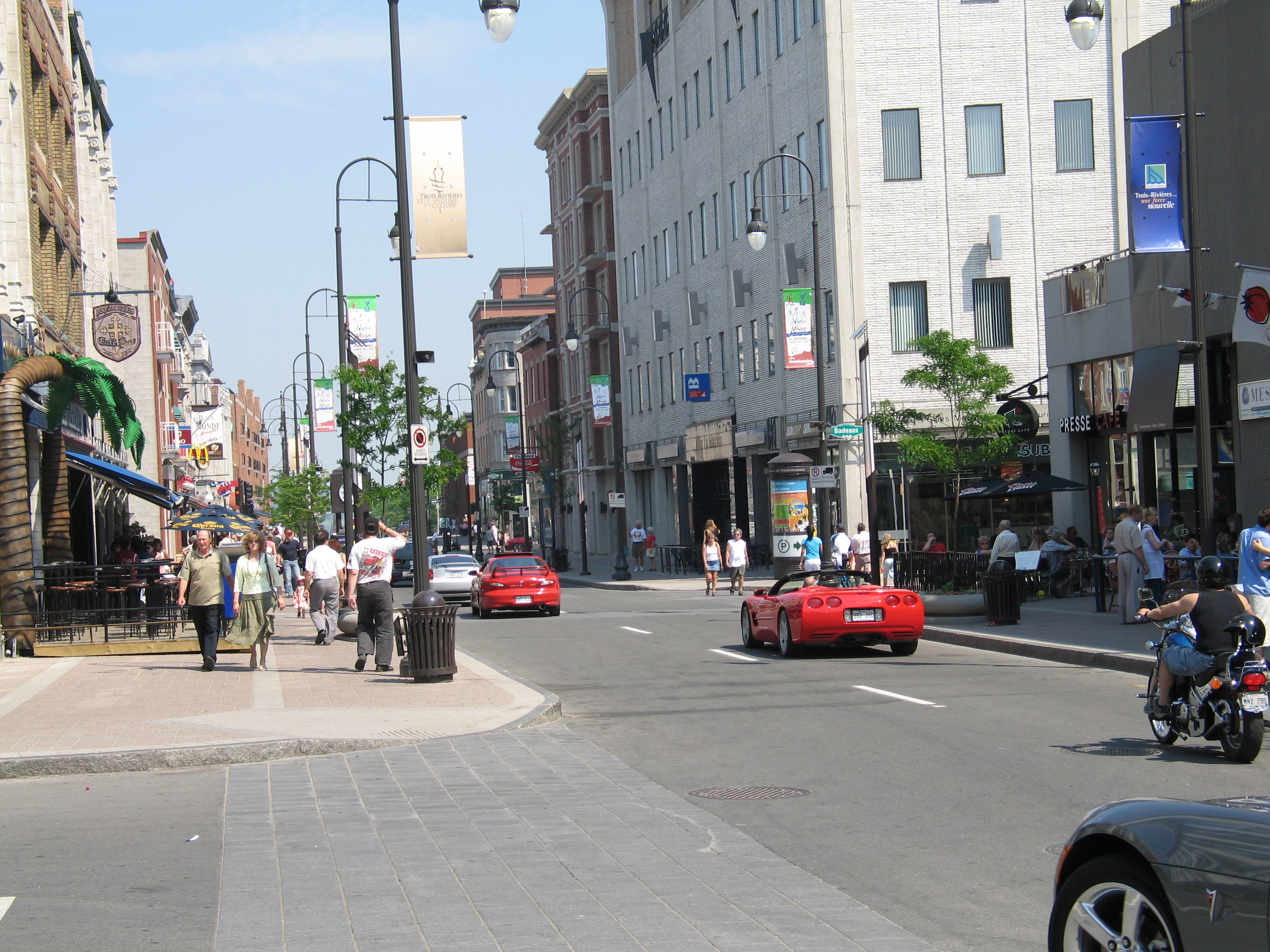
Boulevard des Forges, główna ulica miasta

Trois-Rivières (wym. fr. [tʁwɑʁiˈvjɛʁ]) – miasto w Kanadzie, w prowincji Quebec, położone u ujścia Saint-Maurice do Rzeki Świętego Wawrzyńca. Przy samym ujściu Saint-Maurice położone są dwie duże wyspy (Île Saint-Quentin i Île La Poterie), co sprawia wrażenie jak gdyby łączyły się tu trzy rzeki (fr. trois rivières). Trois-Rivières jest stolicą i największym miastem regionu Mauricie.
Osadę założono w 1610, dwa lata po założeniu miasta Quebec, ale na skutek wielu pożarów, w miejscowości zachowało się niewiele zabytków z XVII i XVIII wieku.
Inne źródła podają, że początek osadzie dała faktoria założona przez de Laviolette na polecenie Samuela de Champlaina 4 lipca 1634 roku. W każdym przypadku jest tym drugim najstarszym miastem w prowincji Quebec (po mieście Québec).
W 1760 roku w tym mieście istniała jedyna huta na terenie Nowej Francji; zatrudniała 20 osób.
Miasto rozwijało się dzięki produkcji papieru gazetowego, produkowano go w ilości 2500 ton dziennie co stanowiło 10% produkcji światowej. Obecnie miasto stara się przyciągać turystów.

## Demografia
Liczba mieszkańców Trois-Rivières wynosi 126 323. Język francuski jest językiem ojczystym dla 96,8%, angielski dla 1,0% mieszkańców (2006).

## Miasta partnerskie
- Tours, Francja